# 竹富島

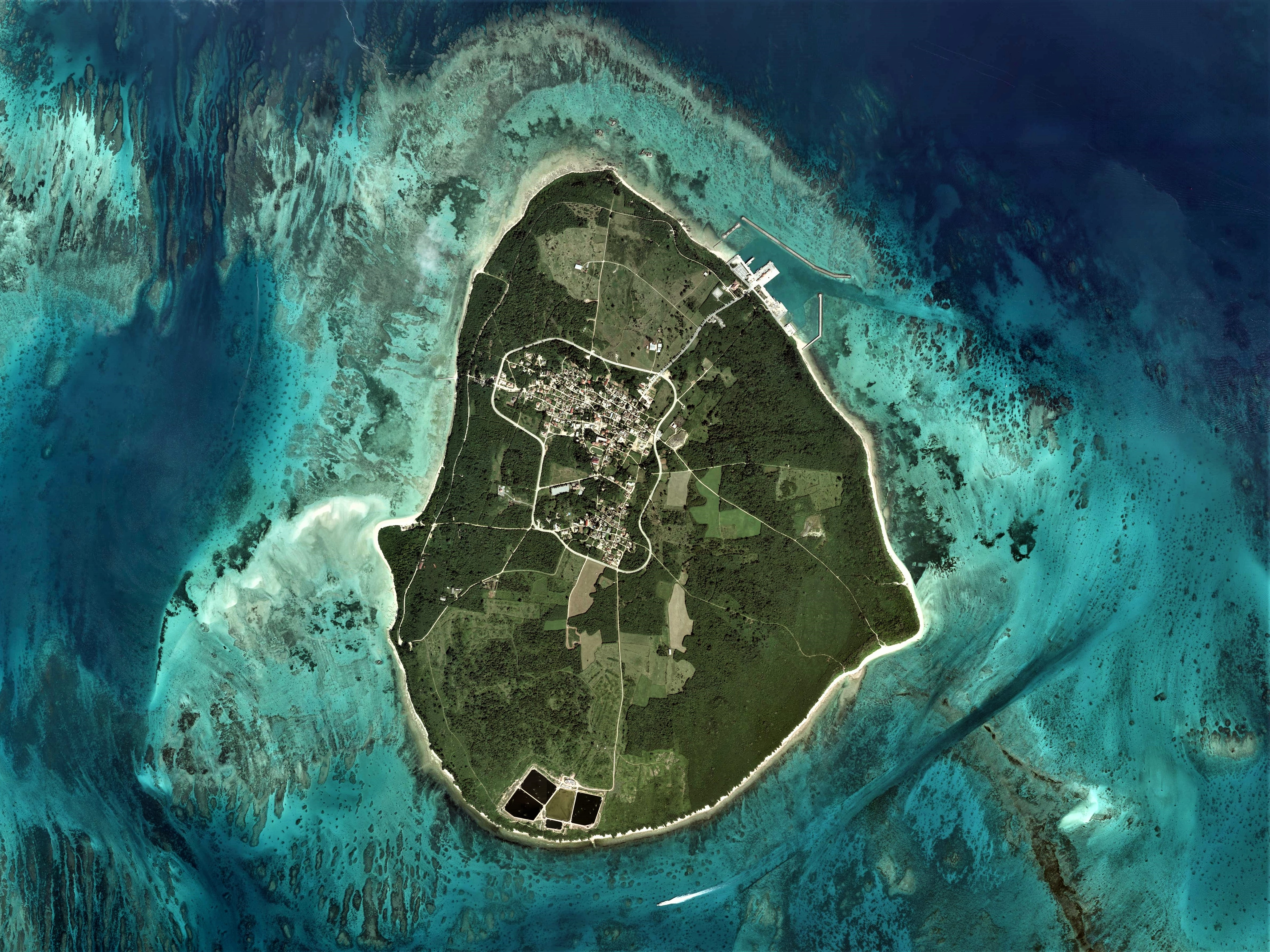
竹富島の空中写真。
2009年11月9日撮影の10枚を合成作成。

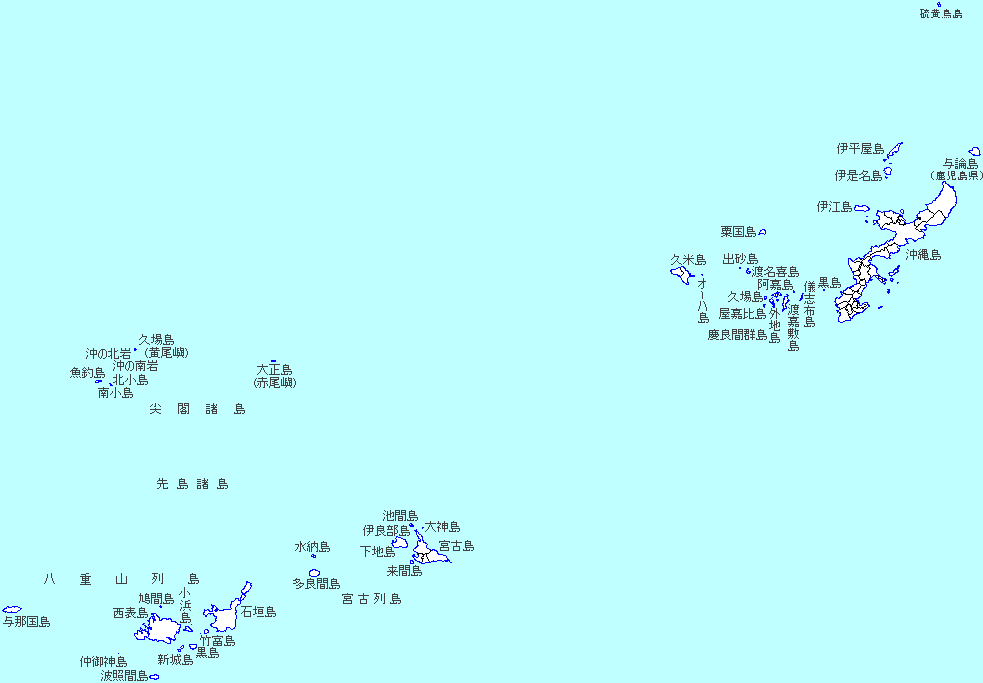
沖縄本島と八重山列島の位置図

竹富島（たけとみじま、八重山語: テードゥン、タキドゥン）は、沖縄県の八重山列島にある島である。全島が沖縄県八重山郡竹富町に属している。

## 地理
八重山列島の中心地である石垣島の南約6 kmに位置し、石垣港からは高速船で約10分の距離にある。

### 名称
最初に沖縄本島から竹富島に渡来して新里村を開いたと伝わる伝承上の人物で、六山のひとつである花城御嶽に祀られているタキンドゥン（タガニドゥン、他金殿）が島名の由来。1708年の『指南広義』や1721年の『中山伝信録』には竹富島が「達奇度奴」として記されている。一方、1697年から作成された『元禄国絵図』には「たけとみ嶋」、1719年に新井白石が著した『南島志』には「堂計止美島」（タケトミ）と記されており、この頃から「たけとみ」という呼称が存在していたことが分かる。現代の竹富島方言（テードゥンムニ）では「テードゥン」、石垣方言では「タキドゥン」という。
漢字では、古くは「竹富」と表記されていたが、1729年に琉球王府が「竹」の字の使用を禁じたため「武富」と表記するようになった。以降、「武富」と表記されていたが、明治20年代頃から再び「竹富」と表記されるようになった。

### 自然

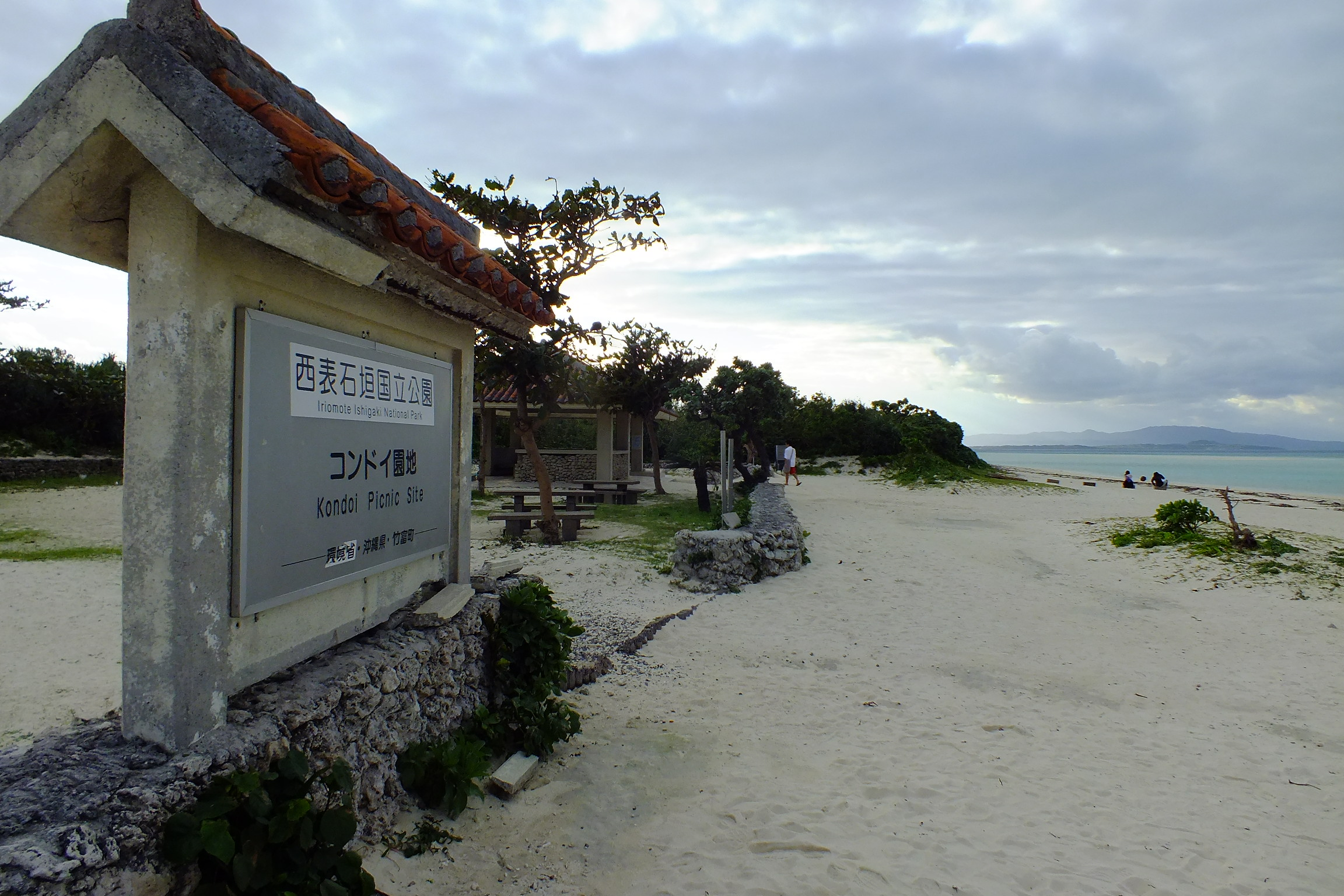
西海岸は西表石垣国立公園の第2種特別地域に指定されており、コンドイ浜には園地（コンドイ園地）が設けられている。

サンゴ礁の隆起によって生じた琉球石灰岩からなる低島であり、平坦地が多い。南北にやや長い楕円形をなしており、周囲は約9 km。
全島が西表石垣国立公園に指定されている。特に海水浴等の利用者が多いコンドイ浜（海水浴場）や星砂で有名なカイジ浜（皆治浜）がある西海岸は、第2種特別地域に指定されている。また、日本最大のサンゴ礁である石西礁湖内に位置しており、多様なサンゴ群落が発達しダイビング利用者も多い島北西部のタキドゥングチ、島南西部のシモビシ、南部の竹富島南沖礁の各海域は、海域公園地区に指定されている。
島の北東部約1 km・水深約20 mの地点には海底温泉が確認されており、観光資源として活用することが検討されている(北緯24度20分22.94秒 東経124度5分59.45秒 / 北緯24.3397056度 東経124.0998472度)。ただし、環境への影響や施設の運営、維持管理費の確保などが課題となっており、海底温泉の場所はダイビングポイントでもあるため温泉の活用には慎重な意見もある。
なお、竹富島南西方海上にはサンゴ礁海域を通航する狭水路として竹富南航路（水深 4.0m、幅 60m、航路全長 2,480m）が設定されており、1974年（昭和49年）に港湾法上の開発保全航路に指定された。

### 集落

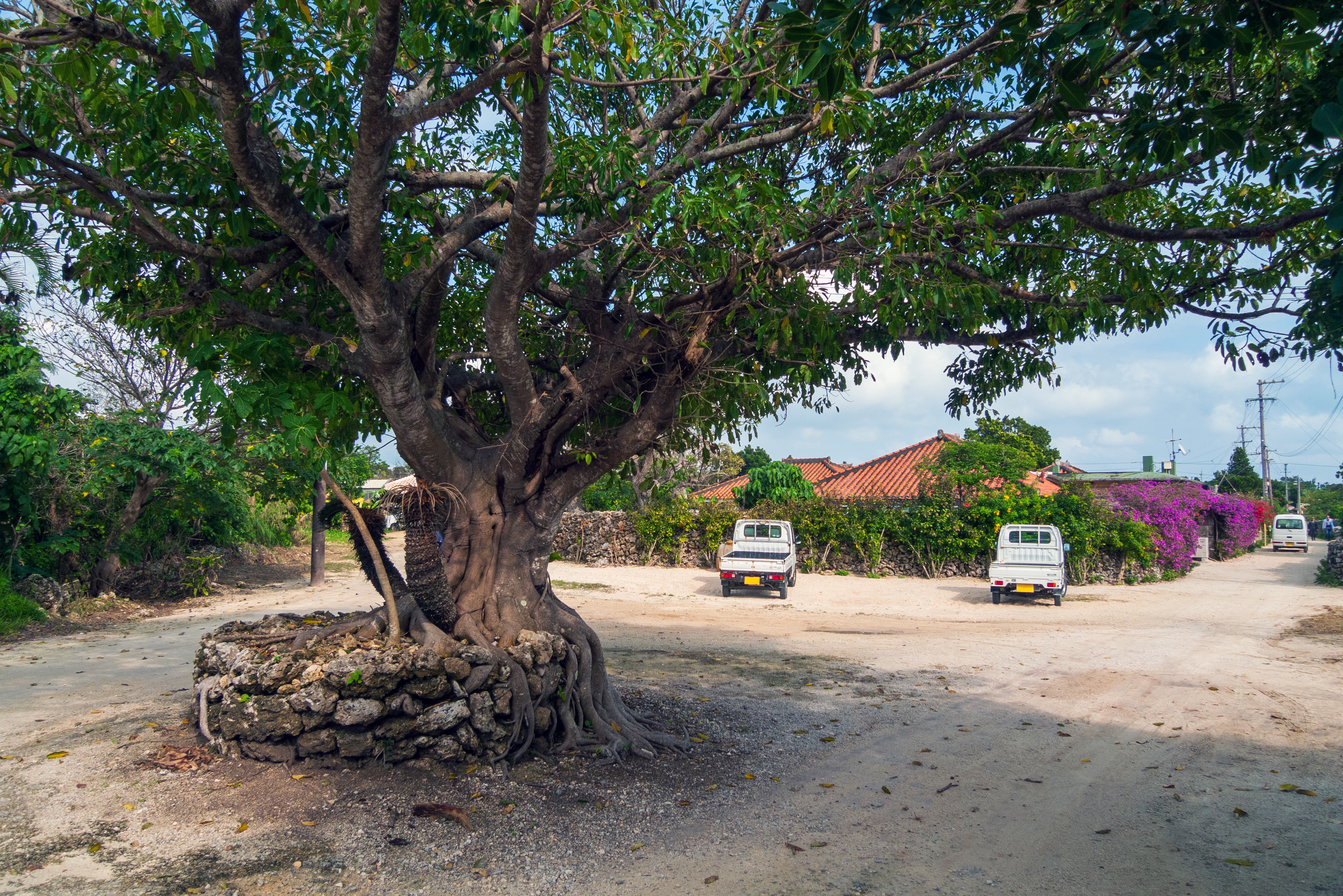
西集落のスンマシャー

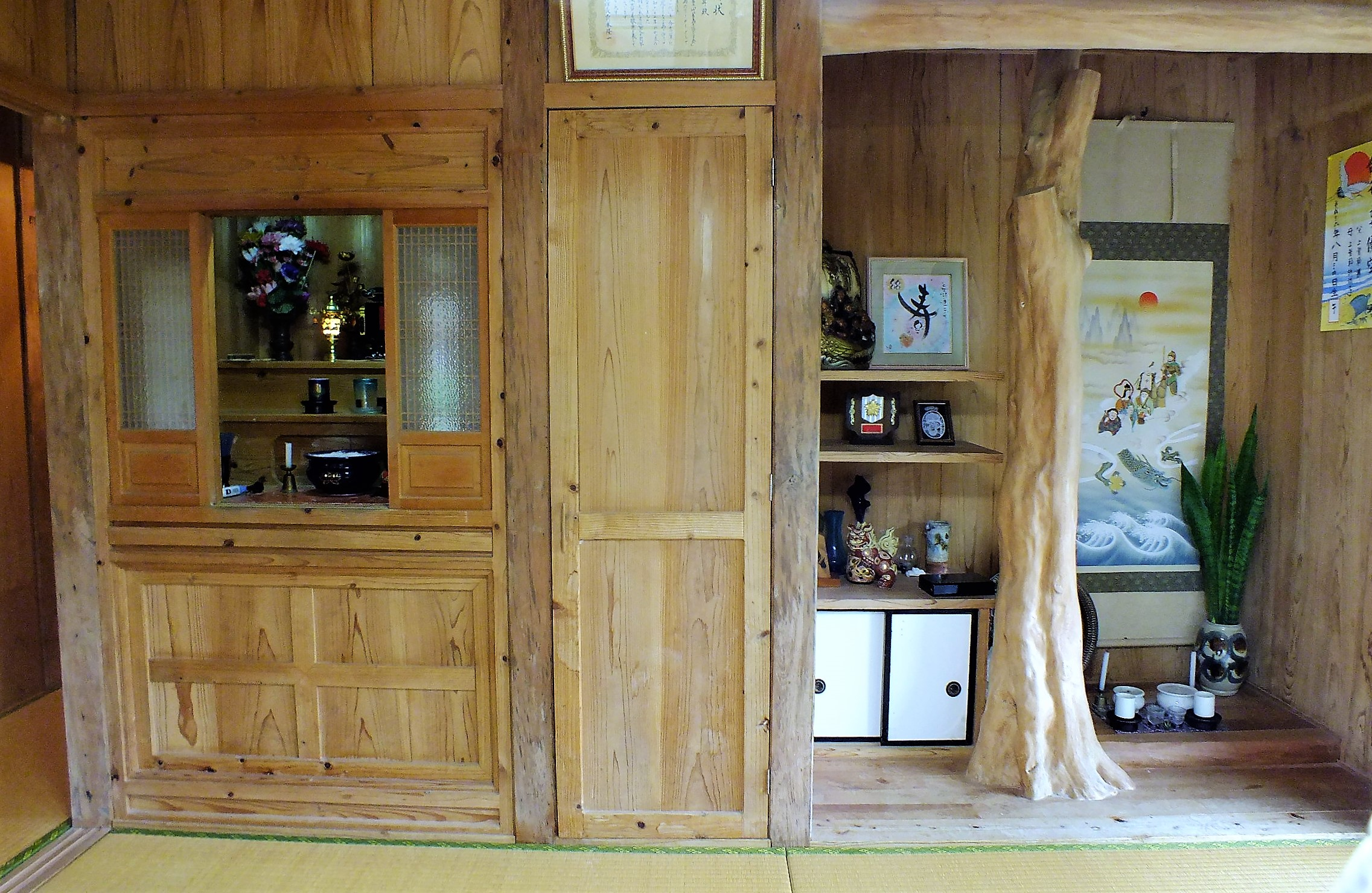
竹富島の伝統的古民家内部。座敷の場所によって「一番座」「二番座」｢三番座｣と順位をつけ、客は上位の席へ案内する習慣がある。

東集落（アイノタ）、西集落（インノタ）、仲筋集落（ナージ、南集落とも）の3つの集落が島の中央部から北西部にかけて位置している。
集落景観は、木造赤瓦の民家と白砂が撒かれた道を基調としている。町並みは、1987年（昭和62年）に重要伝統的建造物群保存地区として選定されている。島のほぼ中心部にある赤山公園内のなごみの塔（2016年から立入禁止）からは、赤瓦屋根の集落が見渡せた。なお、竹富島で最初に赤瓦屋根の家屋が建てられたのは1905年（明治38年）であるが、大正に入ってから富裕層にも普及したものの、1964年（昭和39年）においても主屋の約4割は茅葺のままであり、赤瓦の家屋の建築が盛んになったのは1970年代以降である。
各集落の入り口には、ガジュマルの大木の周囲に石垣を積んだ「スンマシャー」と呼ばれる広場が設けられている。風水思想に基づくもので、外からやってくる魔物や病害を避けるため、スンマシャーによって道を曲げたりY字路にしたりしている。また、生活の場とその外側の境界としての役割もある。

### 人口
竹富公民館の2019年春季島勢調査によると、人口364人（2018年秋から28人増）、戸数177戸（同10戸増）。住民登録に基づく人口は342人（2021年3月末現在）、世帯数180戸（2021年3月末現在）。国勢調査によれば、262人（1995年）、279人（2000年）、330人（2005年）、303人（2010年）と推移している。
1945年（昭和20年）の終戦後、台湾や戦地からの引揚者が帰島し、1947年（昭和22年）には人口が2,600名を超えた。しかし、1954年（昭和29年）には約1,200名となり、その後も減少が続いて、1992年（平成4年）には史上最少の251人となった。以降は、2003年（平成15年）から2005年（平成17年）頃の八重山列島への移住ブーム等の影響もあり、穏やかな増加基調にある。

## 歴史
竹富島の遺跡で最も古いものは無土器期のカイジ浜貝塚とコンドイ浜貝塚である。コンドイ浜貝塚は採砂によりほとんど破壊されたが、カイジ浜貝塚からは、方形の掘っ立て柱建物跡3棟が確認されるとともに、シャコ貝製貝斧や石斧が出土しており、その年代は12世紀と推定されている。竹富町の史跡に指定されている島東北部の新里村遺跡からは陶磁器の破片や穀物の種子、石積みの跡が出土している。年代は竹富島最古の井戸といわれる花城井戸（ハナックンガー）を境に東側（新里村東遺跡）が12世紀頃、西側（新里村西遺跡）が14世紀から15世紀頃と推定される。竹富島中世の遺構として石積の状態も良好とされている花城・久間原遺跡は15世紀から16世紀頃と推定される。現在は茂みに覆われてその遺構は見学することはできない。
伝承では、竹富島では、1500年のオヤケアカハチ戦争の際、宮古軍の総大将であった仲宗根豊見親が東集落南東部にある小高い丘に城を築いたと伝えられている。その地はトゥールングック（豊見親城）と呼ばれ、豊見親の掘り当てた井戸はトゥンナーカー（豊見親井戸）と呼ばれている。また、島の偉人として敬愛されている西塘は、オヤケアカハチ戦争の際に首里王府軍の総大将であった大里按司に首里に連れ帰られ、三司官の家に仕えて、やがて大成しその名を知られるようになった。特に石工技術に秀で、首里城の園比屋武御嶽石門の扁額には、この石門は1519年に竹富島の西塘が建立したとある。西塘は、1524年頃に琉球王国第二尚氏王朝第3代国王である尚真王より八重山の頭職である武富大首里大屋子（たけとみうーしゅりうーやく）の官位を授かり、竹富島のカイジ浜に蔵元（行政府）を置き、八重山を統治したと伝えられている。
1908年（明治41年）の島嶼町村制の施行により成立した八重山村の分村により、1914年（大正3年）に竹富村（現在の竹富町にあたる地域を村域としていた。1948年（昭和23年）に町制施行）が発足した当初も、本島に村役場が置かれていた。しかし、1938年（昭和13年）に村外の石垣島へ移転し、それ以来、現在も町役場は石垣市に置かれている。
島は隆起サンゴ礁でできているため稲作に適さない。しかし、琉球王府時代には米での納税を求められたため、島民は船で西表島に渡って耕作する通耕を行っていた。通耕は1879年（明治12年）の琉球処分後も続けられていたが、1945年（昭和20年）の太平洋戦争終結後、台湾や本土へ出稼ぎに出ていた出身者が大挙島に戻り島内の食糧事情は悪化した。そこで、島民の食糧確保のために1950年（昭和25年）、西桟橋が現在の姿に整備された。西表島への通耕は本土復帰前後まで行われていた。西桟橋は2005年（平成17年）に、黒島の伊古桟橋とともに、登録有形文化財に登録されている。
なお、1945年（昭和20年）の終戦後に島全体が畑と化したため、古来から保たれている森林は御嶽の周辺だけである。

## 町並み保存

### 竹富島憲章

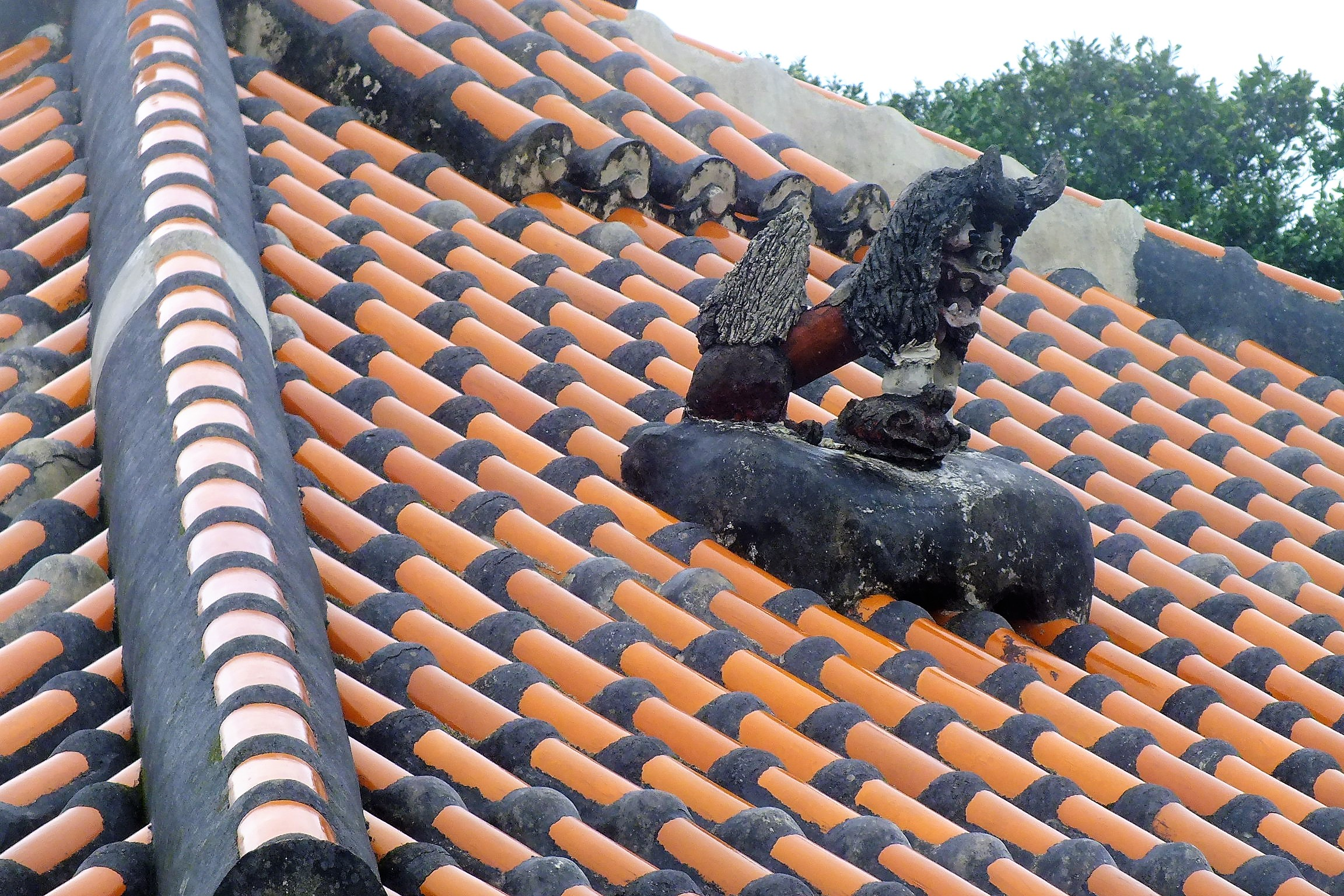
竹富島の伝統的工法による琉球瓦を使った屋根とシーサー

「竹富島憲章」は、「妻籠宿を守る住民憲章」などを参考にして1986年（昭和61年）3月31日に制定された。同憲章には、「売らない」、「汚さない」、「乱さない」、「壊さない」という島を守るための4原則に、伝統文化と自然・文化的景観を観光資源として「生かす」を加えた5つの基本理念をはじめ、島の伝統文化を大切にする精神や来島者を接遇する際の心構えなどが謳われている。また、同憲章の主旨にもとづいて、竹富島民の自治組織である地縁団体法人竹富公民館内に竹富島集落景観保存調整委員会（まちなみ調整委員会）を設置し、景観を保全する上で島民が直接参画できる制度を確立している。
1994年（平成6年）には、多くの外部者が関わる形で「竹富島景観形成マニュアル」も発行された。
制定から30周年を迎えた2016年（平成28年）、竹富公民館は「竹富島憲章制定30周年特別委員会」を設けて竹富島憲章を検証し、理念は前憲章の精神を踏襲する一方、条文は現在の暮らしに沿った内容とする案を作成し、2017年（平成29年）3月31日、竹富島民は、平成28年度竹富公民館定期総会決議に基づき、「竹富島憲章」を改定した。
「竹富島憲章」が定める細則には以下が含まれる。
- 建物を新築、増改築、修繕する際には、伝統的な様式を踏襲する。
- 屋敷の周囲の囲いはサンゴ石灰岩の野面積みとする。
- 海水浴場等以外での水着、裸身は禁止する。
- 島の歴史、文化を理解し接遇することで、来島者の印象を高める。
- 伝統的祭事・行事には、精神的文化を学び、積極的に参加する。
- 不動産を売買する時や、建物の新築、増改築、取り壊しを行う時は事前に公民館と調整委員会に届け出る。

「竹富町家並」で、昭和61年度手づくり郷土賞（人と風土が育てた家並）受賞。平成17年度には同賞大賞受賞。

### リゾート開発

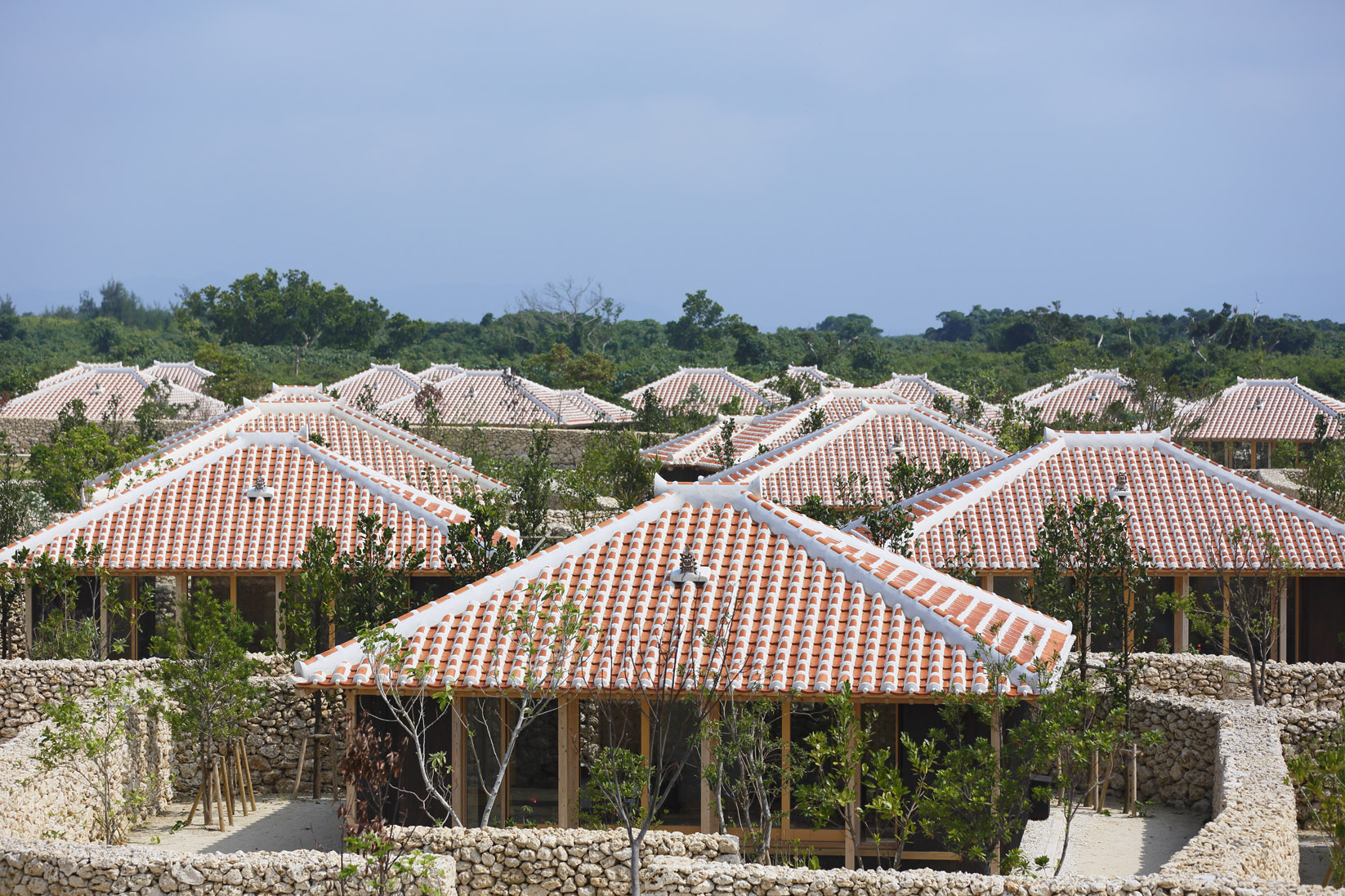
星のや竹富島

星野リゾートが経営する宿泊施設「星のや竹富島」の建設計画が発表された際、同計画に反対する住民および島外在住の竹富島出身者などによって構成された任意団体「竹富島憲章を生かす会」が、同宿泊施設の建設による開発について島民の意見が反映されていないとしてより広く開かれた議論を行うよう提唱していたが、同団体の執行部は、竹富公民館長（当時）を相手取って2009年（平成21年）8月の竹富公民館臨時総会決議の履行、2010年（平成22年）3月31日の竹富公民館定期総会決議の無効を求めて提訴し、裁判へと発展した。
こうした動きに対して竹富公民館では、改めて住民の総意を問うため2010年（平成22年）9月16日に竹富公民館臨時総会を開催し、同計画受け入れの是非を問う無記名による住民投票を実施する必要がないこと、さらに、同計画受け入れの承認を圧倒的多数で決議した。その結果、同団体は提訴を取り下げ裁判は終了することになり、竹富島は名実ともに「星のや竹富島」の建設を容認した。

### 入域料
竹富島では、2019年9月1日から、自然環境保全事業や農村集落景観保全のため土地取得事業等に充当するため、全国で初めて、地域自然資産区域における自然環境の保全及び持続可能な利用の推進に関する法律（地域自然資産法）に基づく入島料（入域料）の徴収を行っている。当初は2019年4月の実施を目指し、徴収は竹富島と石垣島等を結ぶ船会社3社に委託し船賃に上乗せする方法を検討していたが、船会社との調整が間に合わず、4月には開始できなかった。その後も徴収について合意に至らなかったため、竹富町は石垣港離島ターミナル及び竹富港ターミナル内に券売機を設置し、任意で徴収することとなった。入域料は300円で、島民外を対象とする。

## 産業
観光が主要産業である。島内には十数か所の民宿に加え、旅館1軒、ゲストハウス1軒、ホテル2軒（星のや竹富島（2012年6月開業）、ピースアイランド竹富島（2012年8月開業））がある。しかし、石垣島に宿泊し日帰りで島を訪れる観光客が大半である。
島の南部には、県内有数規模の約70,000 m2の車海老の養殖場や、1969年に島民によって設立された竹富共同牧場組合の牧場がある。竹富公民館の2019年春季島勢調査によると、島内の動物は、牧場牛134頭、水牛33頭、山羊27頭、馬4頭。

## 教育

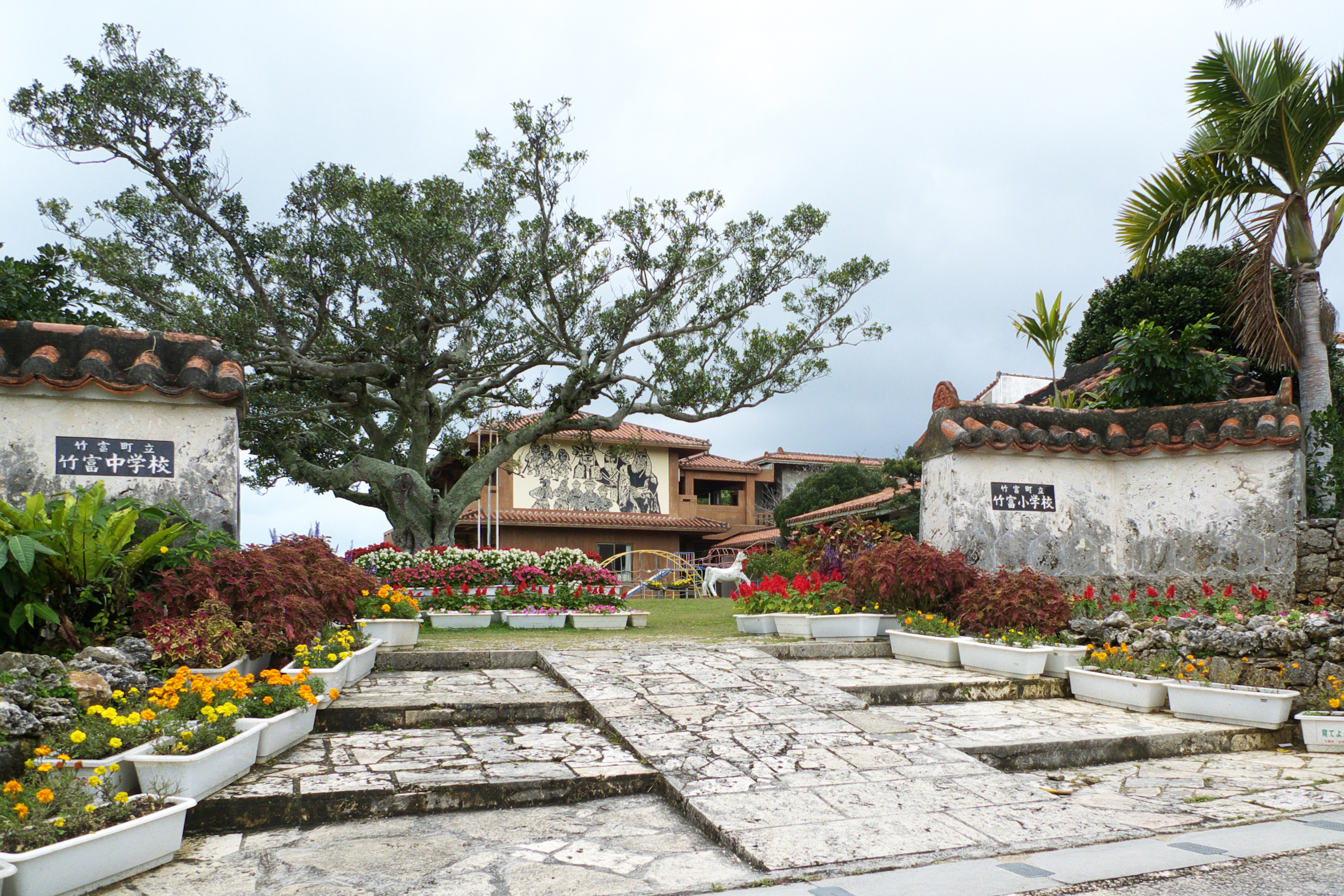
竹富小中学校

- 竹富町立竹富小中学校 - 全国で唯一、創意工夫育成功労学校賞文部科学大臣賞を2回受賞している（2005年（平成17年）及び2011年（平成23年））[62][63]。また、ソニー子ども科学教育プログラム（最優秀校、優秀校、優良校、努力校、奨励校）を2013年度まで15年連続で受賞していた[64]。

## 文化
数多くの歌謡（民謡・古謡・わらべうた）、芸能、伝承、風習などの伝統文化を継承している。年長者を敬う精神が篤く、毎年9月に数え年70歳を過ぎた高齢者を称える敬老会を開催している。竹富島の敬老会は1924年（大正13年）に始められたもので、2013年（平成25年）には90回を数えている。

### 民芸
織物などの民芸が盛んで、「民芸の島」とも称される。民藝運動家の外村吉之介は竹富島の民芸を高く評価し、その紹介でバーナード・リーチ、浜田庄司、芹沢銈介らが来島している。
芭蕉布の原料となるバショウや、麻布の原料となる苧麻（ちょま）があちこちにみられる。現在でも竹富民芸館を中心として、八重山ミンサーやぐんぼう（交布）などが織られている。「いつ（五）の世（四）までも末永く」を意味する、5つと4つの升目からなる八重山ミンサーの一般的なデザイン発祥の地である。

### 言語
竹富島で話される伝統的な言葉は「テードゥンムニ」と呼ばれ、八重山方言に属している。日本語の古語を残していると言われているが、テードゥンムニを含む八重山方言は、日常で使う人が少なくなっており、2009年（平成21年）に国際連合教育科学文化機関（ユネスコ）によって消滅危機言語の「重大な危険」(severely endangered) に分類された。テードゥンムニを守り伝える活動も盛んで、島の子どもたちによる発表会（テードゥンムニ大会）が1977年（昭和52年）から毎年行われている。同種の催しは沖縄県内各地で開催されているが、テードゥンムニ大会は最も歴史が長い。2011年（平成23年）2月に発刊された『竹富方言辞典』（前新透著、南山舎発行）は、足掛け27年に及ぶ地道な調査や、日本語・琉球語のルーツを探る上での貴重な資料として、公益財団法人日本文学振興会が主催する第59回菊池寛賞を受賞している。

### 祭事
竹富島には数多くの祭礼が継承されている。祭祀は大まかに「祈願祭」と「感謝祭」に分類される。祈願祭は五行の土又は木の日、感謝祭は水の日を選ぶことが基本となっている。プイ（豊年祭）や結願（キツガン）祭、節祭（シチ）といった八重山の各地で行われている祭に加え、世迎い（ユーンカイ）、十五夜祭（ジングヤ）など竹富島独特の祭もある。
竹富島の祭主には地縁団体法人竹富公民館（2001年法人格認可）の館長が就任する。公民館長は毎年3月31日に開催される竹富公民館定期総会において島民から承認される。また、公民館長をサポートする2名の主事は、3集落の持ち回り制で2つの支会の会長が就任する。
祭の中で特に盛大なのは、国の重要無形民俗文化財に指定されている種子取祭（タナドゥイ）である。陰暦の9、10月中の甲申（きのえさる）の日から10日間の祭の期間には数々の神事が行われ、祭の7、8日目には多くの奉納芸能も行われる。期間中は多数の観光客も訪れて島は活況を見せる。種子取祭（タナドゥイ）が他の地域で行われる種子取祭と大きく異なる点は、粟を主作物としていることと、祈願の日を戊子（つちのえね）としていることである。つまり、粟と戊子は、竹富島の種子取の象徴ともいえる。ちなみに7日目の夜に執り行われる「世乞い」の道歌では麦、粟、米の順番で謡われるが、これは播種の順である。

### 信仰
島内には28か所の御嶽（オン）が存在し、信仰の対象となっている。特に竹富島の始祖と云われる6人の親神を祀った御獄は六山（ムーヤマ）と呼ばれ、各種の神事の行われる最も重要な拝所とされている。竹富島の血縁者は必ず六山の氏子に所属する。ナーキヨイやプイなどの氏子が主体となる祭にはそれぞれの御嶽に集い家族の安寧や健康を祈願する。長らく竹富島に居住する移住者も島民に認められれば氏子になることができる。六山にはそれぞれ神と氏子の仲介役を務める神職、神司（カンツカサ）が存在する。神司は女性で世襲で引き継がれており、御嶽の香炉を預かる。さらに御嶽には、氏子を統括する責任者の殿居元（トゥヌイムトゥ）や氏子の世話役となるカンマンガーなどの役職があり、これらも世襲で引き継がれている。
また、六山の御嶽とは直接関係はないが、種子取祭で奉納する芸能の統括者を長者（ホンジャー）といい、五穀豊穣・子孫繁栄の神とされる弥勒神（ミルク）の御面を管理する家、弥勒神の御面を着ける家とそれぞれ世襲で引き継がれている。さらに、西塘が園比屋武御嶽の神を招いた八重山唯一の首里王府ゆかりの国仲御嶽、島づくりの2神が祀られる清明御嶽を加えると八山（ヤーヤマ）、西塘の住居跡で現在は墓所となる西塘御嶽（沖縄県史跡）を加えると九山（クヌヤマ）という。

## 地縁団体法人竹富公民館
竹富公民館には議会が設けられており、高度な自治能力を有している。議員は3支会から選出された2名をはじめ、3支会の顧問、踊り師匠、竹富町議会議員が就く。定例議会は年に6回（初議会、結願敬老議会、種子取議会、支払議会、生年議会、最終議会）あり、それ以外に公民館長が招集する臨時議会がある。議題は主に祭事行事の予算編成、島の諸問題の解決方法などを審議する。竹富公民館執行部は議会での提案権を有しているものの、議会での決議事項を遵守しながら執行している。
公民館では、一般会計に加えて、祭事やごみ処理などは別会計として運営している。また、敬老会、結願祭、種子取祭の3つの行事については、個別に特別予算を組んで島民が経費を負担している。その負担額は老若男女や家庭の事情に合わせて竹富公民館議会にて決定している。それ以外にも、環境美化（道路の補修や観光客が利用する公衆トイレの清掃、海浜清掃など）の費用を賄うための環境美化費、車を所有している方や商売をしている方が対象の竹富公民館協力費を毎年支出している。これらは、3月31日に開催される全島民（18歳未満や居住1年未満の人は除く）が会員の竹富公民館定期総会にて予算決算の承認を受けている。島民ひとりひとりの努力により島が美しく保たれているという事由から、少しでも島民の負担を減らすために、竹富公民館では竹富島へ取材に訪れるマスコミ関係者（民宿や店舗、人物などの個別取材は除く）に対し、公民館の活動に協力してもらうという趣旨で公民館協力費を要請している。
竹富公民館は、2001年（平成13年）に認可地縁団体として法人格を取得し、地縁団体法人竹富公民館となった。

## 交通

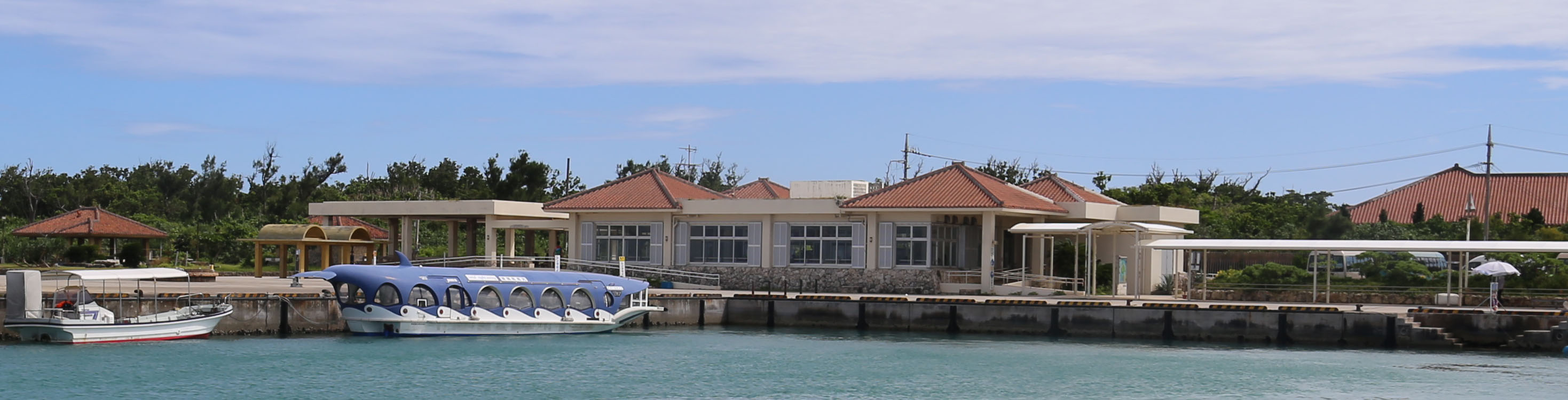
竹富東港（竹富港）

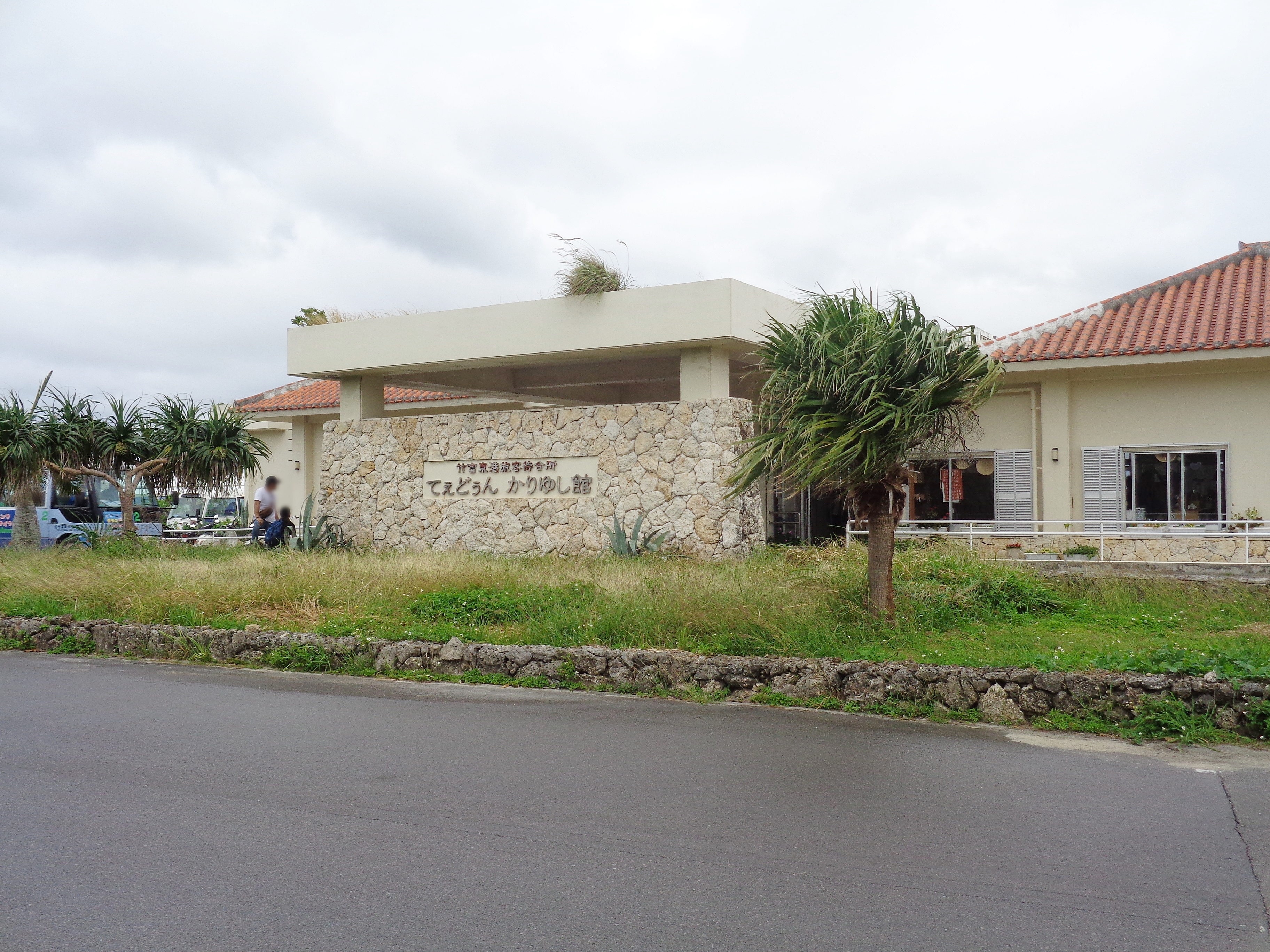
てぇどぅん　かりゆし館（竹富東港旅客待合所）

### 島外との交通
竹富東港（竹富港）から、以下の定期旅客航路（高速船）が運航されている。
- 八重山観光フェリー
  - - 石垣港（離島ターミナル）：所要10分、朝から夕方まで30分おきに運航。
  - - 西表島大原港：大原港からの片道のみ、1日1便のみ運航。
  - - 小浜島小浜港：所要20分。1日1便のみ運航。
- 安栄観光
  - - 石垣港（離島ターミナル）：所要10分。朝から夕方まで30分おきに運航。
  - - 西表島大原港：大原港からの片道のみ、1日1便のみ就航（竹富寄港は不定期）。

他に石垣港（八島ふ頭）との間で、八重山観光フェリー及び安栄観光が及び貨客航路（貨客船（フェリー））をそれぞれ週2便運航している。

### 島内の交通
島内に県道はない。町道としては、竹富東港と集落を結ぶ大舛線や、島を一周する竹富一周線がある。大舛線では景観に配慮して電線地中化が進められており、観光客の自転車の通行が多い竹富一周線では自転車通行帯の整備が計画されている。なお、島内に信号機はない。
竹富公民館の2019年春季島勢調査によると、島内の車両は、普通自動車35台、軽自動車150台、自転車192台、バイク32台、貸し自転車1,139台、送迎車38台、観光バス22台、タクシー3台。起伏が少ないことから、貸し自転車の需要が高く、その台数は2018年秋から1,000台を超えている。

#### 公共交通
竹富島交通が路線バスを運行している。小型バスによる運行であり、竹富港発以外は予約が必要。

## 名所・旧跡・観光スポット・施設

### 文化財

#### 国指定等
史跡

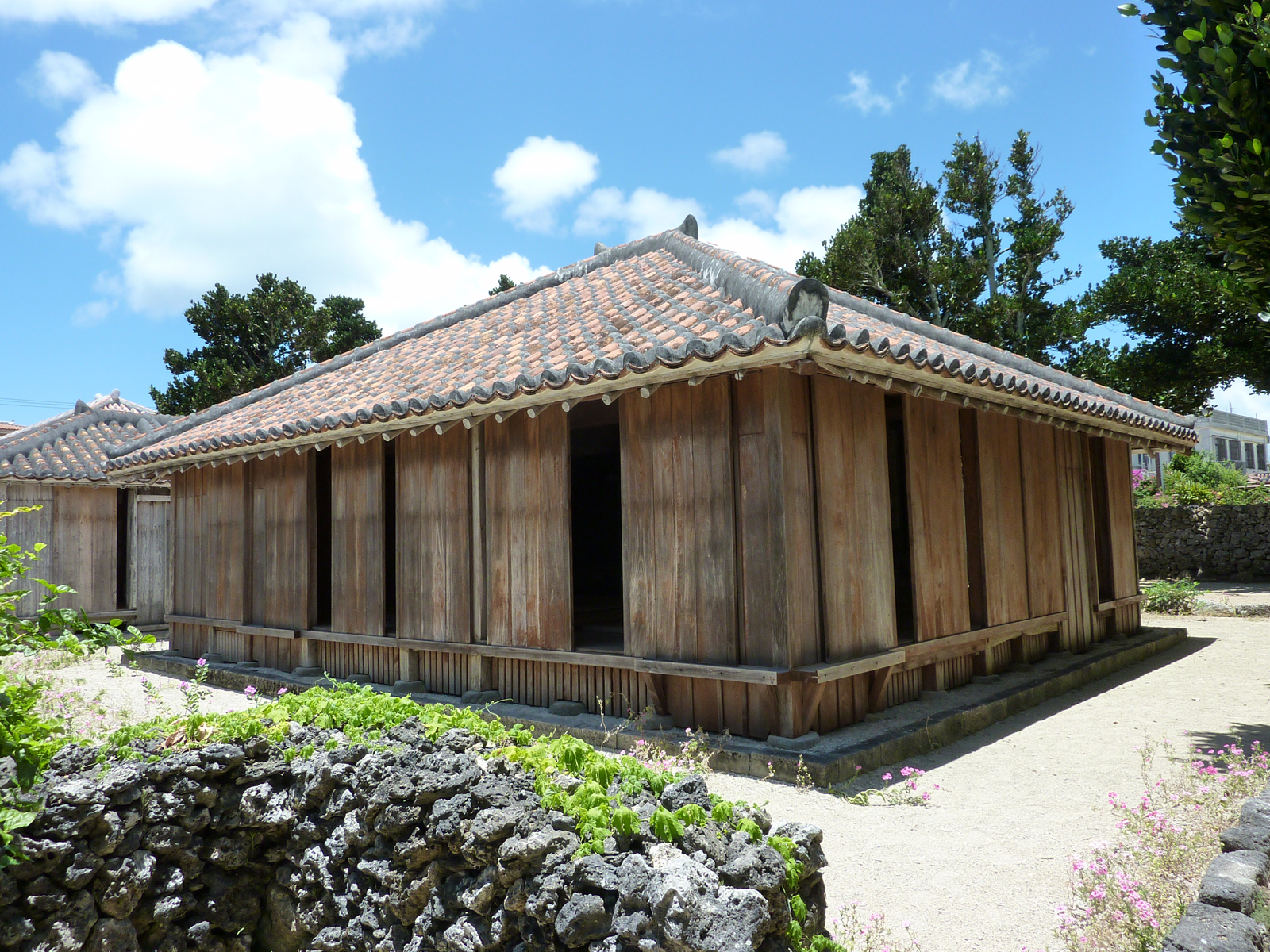
旧与那国家住宅

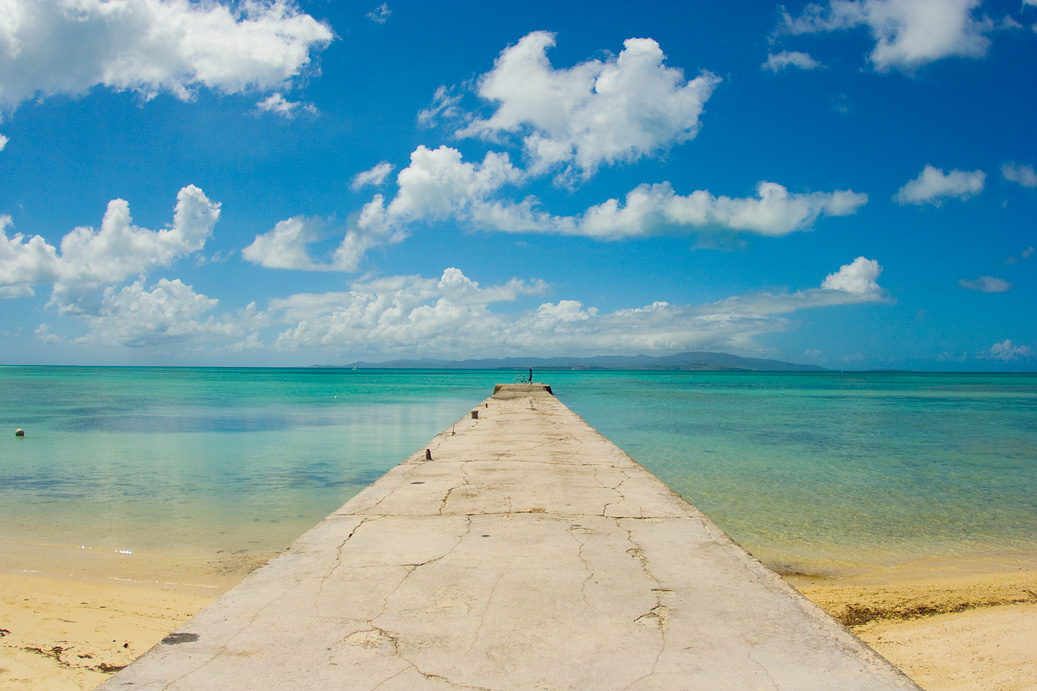
西桟橋

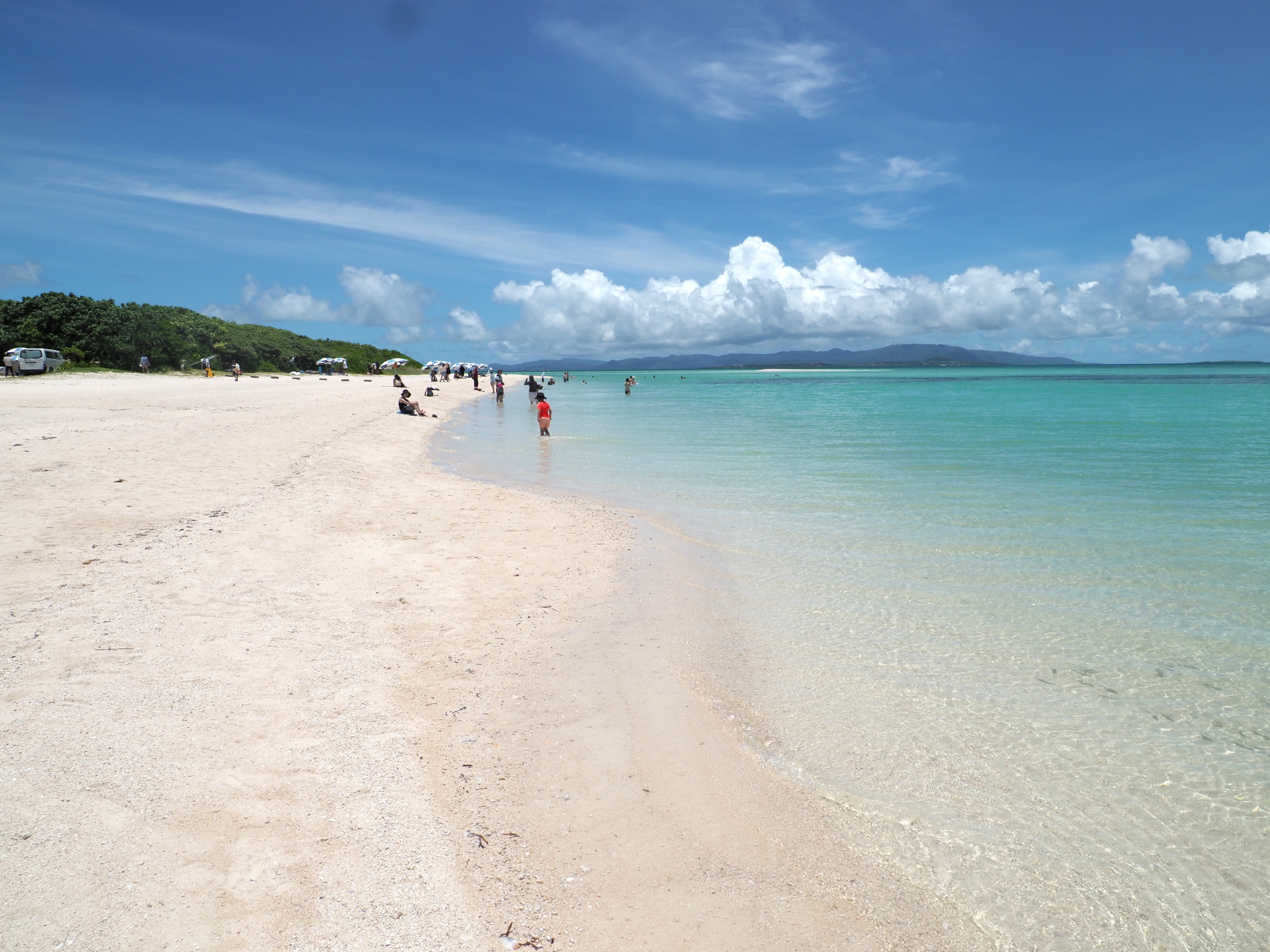
コンドイ浜

- 小城盛（クックムイ） - 先島諸島火番盛のひとつ。2007年3月23日指定[84]。

重要文化財
- 旧与那国家住宅 - 2007年12月4日指定[85]。

重要無形民俗文化財
- 竹富島の種子取 - 1977年5月17日指定[86]。

重要伝統的建造物群保存地区
- 竹富町竹富島 - 1987年4月28日選定[87]。

登録有形文化財
- 西桟橋 - 2005年12月26日登録[88]。
- なごみの塔 - 2006年3月27日登録[89]。老朽化のため閉鎖中[90]

登録有形民俗文化財
- 竹富島の生活用具 - 喜宝院蒐集館収蔵品。842点。2007年3月7日登録[91]。

このほか、「八重山ミンサー」が1989年4月11日に経済産業大臣指定伝統的工芸品に指定されている

#### 沖縄県指定
史跡
- 蔵元跡 - 1959年12月16日指定。
- 西塘御嶽 - 1959年12月16日指定[93]。

#### 竹富町指定
史跡
- ミーナ井戸 - 1972年8月30日指定。
- 新里村遺跡 - 1991年9月11日指定。

有形文化財（工芸品）
- 仲筋ぬヌベマの水がめ - 1991年9月11日指定。

無形民俗文化財
- ササラ銭太鼓
- 元タラクジ
- ジッチュ節
- 祝鼓舞
- 鍛冶工主狂言
- しきた盆
- 安里屋節
- 真栄節
- 種子蒔狂言
- 仲筋ぬヌベマ節
- サングルロ
- タラクジ
- シドゥリャニ
- 天使
- マミドーマ

### 名所・自然

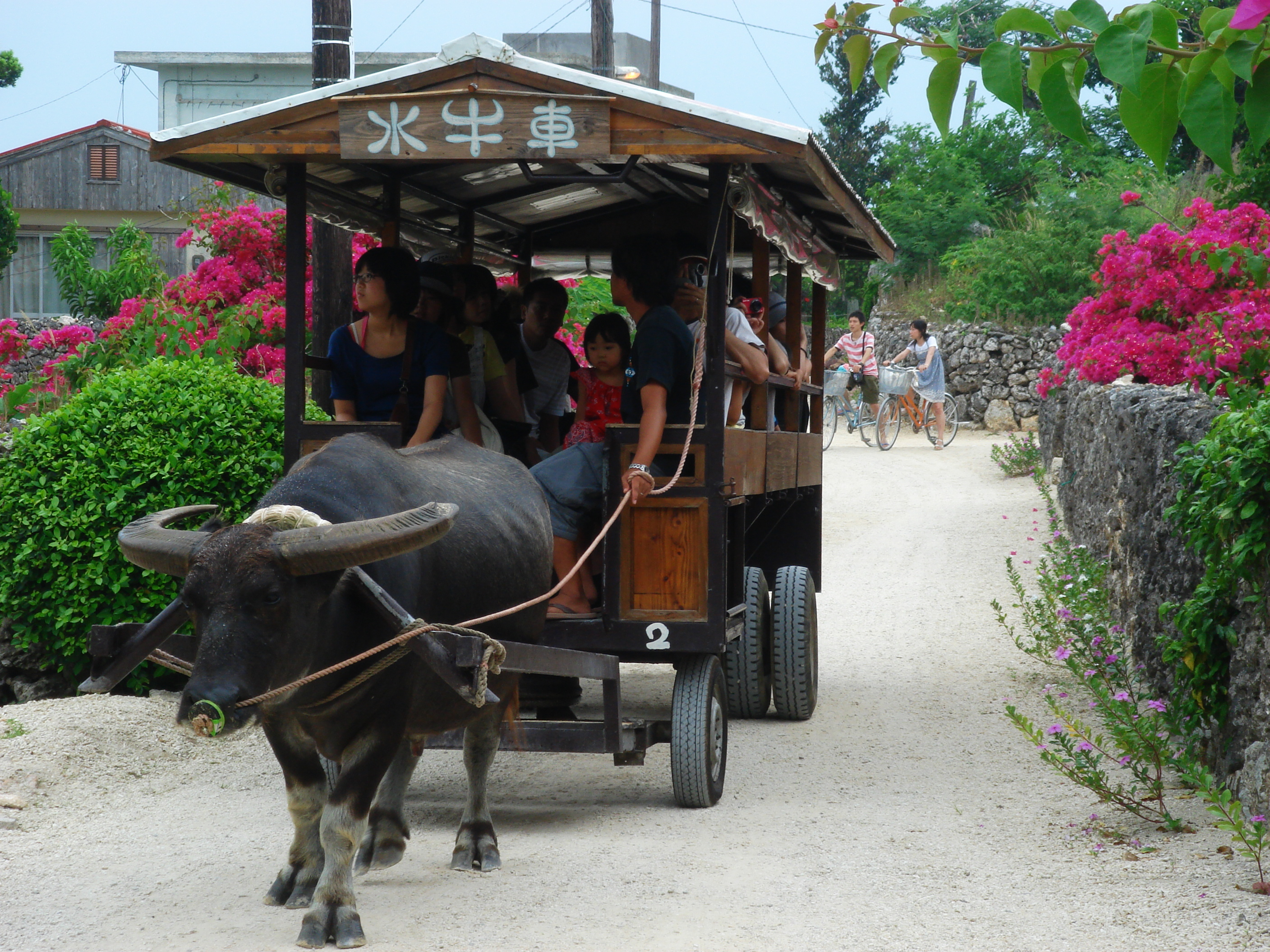
水牛車

- 西表石垣国立公園 - 1972年（昭和47年）12月26日指定
- コンドイ浜（コンドイビーチ） - 遠浅の海岸で竹富島唯一の海水浴場。トリップアドバイザーによる2019年の「日本のベストビーチ トップ10」で第3位に選ばれている[94]。
- カイジ浜（皆治浜） - 星砂の浜として知られる海岸。潮流が速いので遊泳は禁止されている。
- 水牛車 - 水牛の歩く早さで街並を巡りながら、御者が観光案内を行う、途中では三線の演奏も行われる。民宿がコンドイ浜への送迎サービスを行ったことをきっかけに始められた[95][96]。
- 安里屋クヤマ生誕の家 - 民謡『安里屋ユンタ』に歌われた安里屋クヤマの生家。
- ンブフル - 牛が一夜にして築いたと伝えられる丘。
- 喜宝院蒐集館 - カイダー字（象形文字）、藁算、パナリ焼、銭などの歴史民俗資料を収集・展示している。その一部は「竹富島の生活用具842点」として登録有形民俗文化財に登録されている。
- こぼし文庫 - 岡部伊都子が1972年（昭和47年）に竹富島の子どもたちへ多数の蔵書とともに寄贈した、竹富島初の児童向け図書館[97]。現在は竹富小中学校PTAが管理運営している。
- 環境省竹富島ビジターセンター竹富島ゆがふ館 - 2004年（平成16年）6月に開館した竹富島の資料館。環境省の施設であるが、展示内容は竹富島の文化遺産を中心としている[98]。

- 小城盛（クックムイ）
- 蔵元跡
- 喜宝院
- カイジ浜
- 安里屋クヤマ生誕の家

## 竹富島を舞台とする作品
小説
- 安達千夏『千のキス』

映画
- ニライカナイからの手紙
- 星砂の島、私の島
- 星砂の島のちいさな天使 〜マーメイドスマイル〜
- サンゴレンジャー
- 劇場版 のんのんびより ばけーしょん[99]

テレビドラマ
- 真夏のメリークリスマス - 竹野内豊や中谷美紀が竹富島で育ったという設定。島内で撮影されたシーンも登場する。
- つるかめ助産院 - 仲里依紗や余貴美子らが出演した、離島の助産院を描いたNHKドラマ。なお、ロケは竹富島以外の離島でも行われた。

テレビアニメ
- スティッチ! - 第2期までの舞台となった「イザヨイ島」はこの島がモデルになっている[100]。
- LAZARUS ラザロ - 第7話に登場。

音楽
- BEGIN「竹富島で会いましょう」 - アルバム『ビギンの島唄 〜オモトタケオ〜』（2000年7月21日発売）に収録。

## 著名な出身者
- 安里屋クヤマ - 沖縄を代表する民謡「安里屋ユンタ」の主人公。
- 日出克 - 沖縄を代表するプログレッシブサウンドのミュージシャン。エイサー音楽の代表格楽曲「ミルクムナリ」の作者。